# 5 (80KIDZのアルバム)
『5』（ファイヴ）は、2016年3月23日にリリースされた80KIDZの5枚目のアルバム。

## 解説
- 80KIDZの5thアルバム
- ゲストミュージシャンとしてベーシストKenKen (RIZE、Dragon Ash、etc)、パリ出身のインディー・ロック・バンドJAMAICAのヴォーカリストAntoine Hilaire、京都出身のロック・バンドHAPPY、日仏ハーフ女性SSWのMaika Loubté、新進気鋭のレーベルTokyo Recordingsから注目のシンガーCapeson、シンガーとしてのみならずプロデューサーとしても手腕を発揮するOBKRらが参加。

## 収録曲
1. Five
2. Vias (Album Version)
3. Gone (feat. KenKen)
4. J.M.F (feat. Maika Loubté)
5. Good and Best (feat. Antoine Hilaire)
6. Joke
7. Ciao
8. In My Place (feat. Capeson)
9. Middle of Anywhere (feat. Benny Smith)
10. Baby (feat. HAPPY)
11. Doubt (feat. OBKR)